# La Chapelle-Moulière
Pour les articles homonymes, voir La Chapelle.
La Chapelle-Moulière est une commune du Centre-Ouest de la France, située dans le département de la Vienne en région Nouvelle-Aquitaine.

## Géographie
La commune abrite un lieu-dit les Chirons Noirs : ce nom est composé sur le pluriel du terme d’oïl chiron, qui désigne un énorme tas de pierres.

### Communes limitrophes
| Saint-Georges-lès-Baillargeaux | Bonneuil-Matours     |            |
| Montamisé                      | La Chapelle-Moulière | Bellefonds |
|                                | Liniers              | Bonnes     |

### Climat
Le climat qui caractérise la commune est qualifié, en 2010, de « climat océanique altéré », selon la typologie des climats de la France qui compte alors huit grands types de climats en métropole. En 2020, la commune ressort du même type de climat dans la classification établie par Météo-France, qui ne compte désormais, en première approche, que cinq grands types de climats en métropole. Il s’agit d’une zone de transition entre le climat océanique, le climat de montagne et le climat semi-continental. Les écarts de température entre hiver et été augmentent avec l'éloignement de la mer. La pluviométrie est plus faible qu'en bord de mer, sauf aux abords des reliefs.
Les paramètres climatiques qui ont permis d’établir la typologie de 2010 comportent six variables pour les températures et huit pour les précipitations, dont les valeurs correspondent à la normale 1971-2000. Les sept principales variables caractérisant la commune sont présentées dans l'encadré ci-après.
| Paramètres climatiques communaux sur la période 1971-2000 - Moyenne annuelle de température : 11,8 °C - Nombre de jours avec une température inférieure à −5 °C : 2,2 j - Nombre de jours avec une température supérieure à 30 °C : 6,5 j - Amplitude thermique annuelle : 14,9 °C - Cumuls annuels de précipitation : 694 mm - Nombre de jours de précipitation en janvier : 10,9 j - Nombre de jours de précipitation en juillet : 6,6 j |

Avec le changement climatique, ces variables ont évolué. Une étude réalisée en 2014 par la Direction générale de l'Énergie et du Climat complétée par des études régionales prévoit en effet que la  température moyenne devrait croître et la pluviométrie moyenne baisser, avec toutefois de fortes variations régionales. La station météorologique de Météo-France installée sur la commune et en service de 1951 à 2011 permet de connaître l'évolution des indicateurs météorologiques. Le tableau détaillé pour la période 1981-2010 est présenté ci-après.
| Mois                                  | jan.           | fév.           | mars           | avril         | mai           | juin          | jui.         | août          | sep.          | oct.          | nov.           | déc.           | année      |
| ------------------------------------- | -------------- | -------------- | -------------- | ------------- | ------------- | ------------- | ------------ | ------------- | ------------- | ------------- | -------------- | -------------- | ---------- |
| Température minimale moyenne (°C)     | 0,9            | 0,7            | 2,4            | 4,1           | 7,8           | 10,4          | 12,3         | 12            | 9,2           | 7,2           | 3,3            | 1,4            | 6          |
| Température moyenne (°C)              | 4,4            | 5,2            | 7,9            | 10,2          | 14,1          | 17,2          | 19,4         | 19,3          | 16            | 12,5          | 7,5            | 4,9            | 11,6       |
| Température maximale moyenne (°C)     | 7,9            | 9,7            | 13,5           | 16,3          | 20,4          | 24            | 26,6         | 26,6          | 22,8          | 17,8          | 11,8           | 8,3            | 17,2       |
| Record de froid (°C) date du record   | −17,5 16.01.85 | −16,9 05.02.63 | −13,1 01.03.05 | −6 21.04.91   | −2,8 03.05.79 | 0 06.06.86    | 3,8 06.07.65 | 1 30.08.86    | −1 19.09.62   | −5,8 30.10.97 | −11,1 22.11.93 | −14,9 24.12.63 | −17,5 1985 |
| Record de chaleur (°C) date du record | 19 13.01.55    | 23,5 24.02.90  | 27,6 25.03.55  | 30,2 30.04.05 | 33 25.05.53   | 38,1 22.06.03 | 39 22.07.90  | 40,5 06.08.03 | 36,5 01.09.61 | 29 02.10.85   | 23,6 05.11.55  | 19 16.12.89    | 40,5 2003  |
| Précipitations (mm)                   | 59,5           | 47,7           | 49,1           | 57,5          | 65,9          | 50            | 50,1         | 48,8          | 52,6          | 75,5          | 74,1           | 67,1           | 697,9      |

## Urbanisme

### Typologie
Au 1er janvier 2024, La Chapelle-Moulière est catégorisée commune rurale à habitat dispersé, selon la nouvelle grille communale de densité à sept niveaux définie par l'Insee en 2022.
Elle est située hors unité urbaine. Par ailleurs la commune fait partie de l'aire d'attraction de Poitiers, dont elle est une commune de la couronne,. Cette aire, qui regroupe 97 communes, est catégorisée dans les aires de 200 000 à moins de 700 000 habitants,.

### Occupation des sols
L'occupation des sols de la commune, telle qu'elle ressort de la base de données européenne d’occupation biophysique des sols Corine Land Cover (CLC), est marquée par l'importance des forêts et milieux semi-naturels (63,1 % en 2018), une proportion identique à celle de 1990 (63,1 %). La répartition détaillée en 2018 est la suivante : 
forêts (58,6 %), terres arables (25,8 %), zones agricoles hétérogènes (8,2 %), milieux à végétation arbustive et/ou herbacée (4,5 %), zones urbanisées (2,4 %), eaux continentales (0,5 %). L'évolution de l’occupation des sols de la commune et de ses infrastructures peut être observée sur les différentes représentations cartographiques du territoire : la carte de Cassini (XVIIIe siècle), la carte d'état-major (1820-1866) et les cartes ou photos aériennes de l'IGN pour la période actuelle (1950 à aujourd'hui).

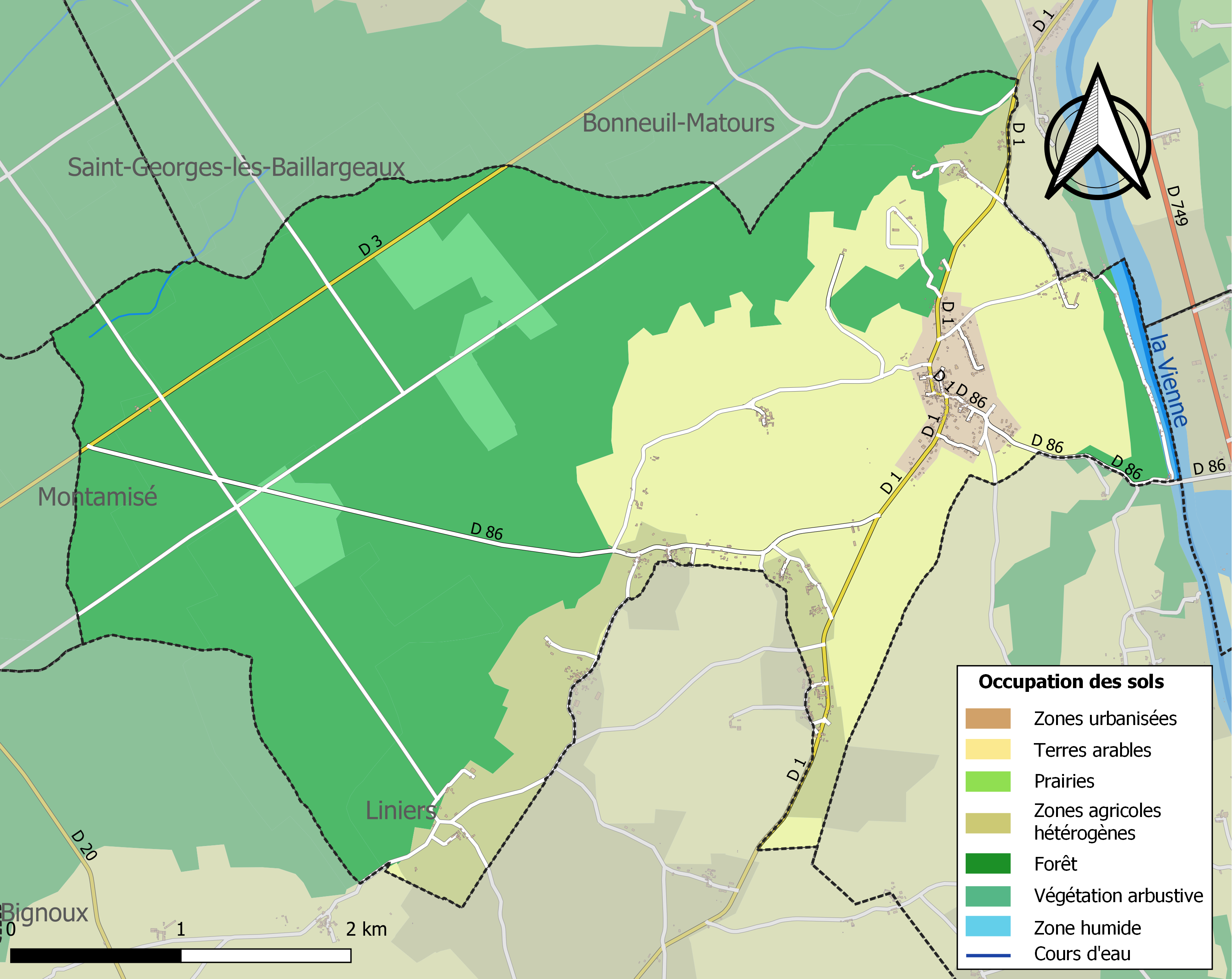
Carte des infrastructures et de l'occupation des sols de la commune en 2018 (CLC).

### Risques majeurs
Le territoire de la commune de La Chapelle-Moulière est vulnérable à différents aléas naturels : météorologiques (tempête, orage, neige, grand froid, canicule ou sécheresse), inondations, feux de forêts, mouvements de terrains et séisme (sismicité modérée). Il est également exposé à deux risques technologiques,  le transport de matières dangereuses et la rupture d'un barrage. Un site publié par le BRGM permet d'évaluer simplement et rapidement les risques d'un bien localisé soit par son adresse soit par le numéro de sa parcelle.

#### Risques naturels
Certaines parties du territoire communal sont susceptibles d’être affectées par le risque d’inondation par débordement de cours d'eau, notamment la Vienne. La commune a été reconnue en état de catastrophe naturelle au titre des dommages causés par les inondations et coulées de boue survenues en 1982, 1992, 1993, 1999, 2010 et 2018,. Le risque inondation est pris en compte dans l'aménagement du territoire de la commune par le biais du plan de prévention des risques inondation (PPRI) de la « vallée de la Vienne "médiane" - Section Chauvigny/Cenon-sur-Vienne », approuvé le 8 février 2007 et par le PPRI «Vienne Grand Poitiers Communauté Urbaine (GPCU) », prescrit le 28 janvier 2021.
La Chapelle-Moulière est exposée au risque de feu de forêt. En 2014, le deuxième plan départemental de protection des forêts contre les incendies (PDPFCI) a été adopté pour la période 2015-2024. Les obligations légales de débroussaillement dans le département sont définies dans un arrêté préfectoral du 29 mai 2015,, celles relatives à l'emploi du feu et au brûlage des déchets verts le sont dans un arrêté permanent du 24 mai 2015,.

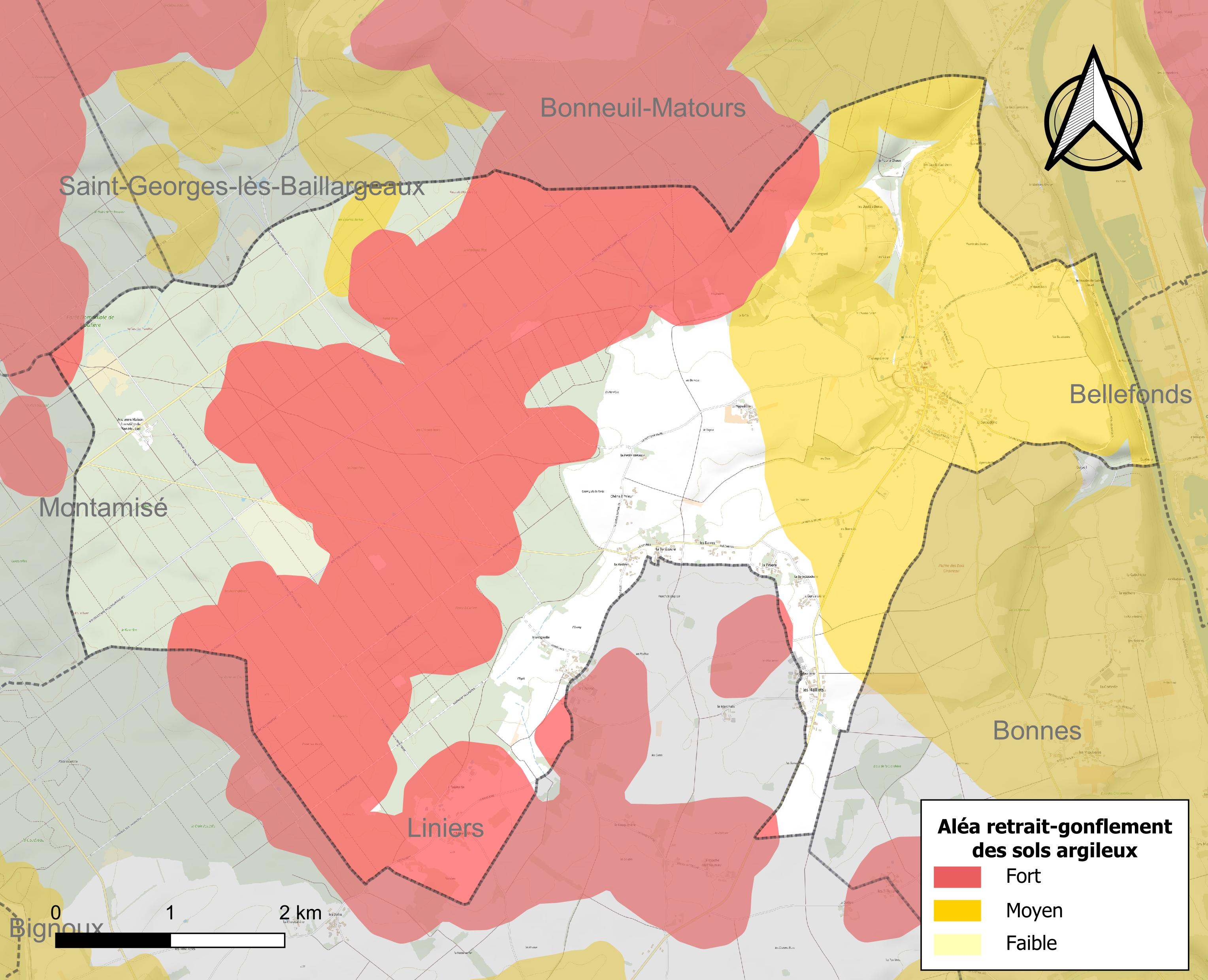
Carte des zones d'aléa retrait-gonflement des sols argileux de La Chapelle-Moulière.

Les mouvements de terrains susceptibles de se produire sur la commune sont des affaissements et effondrements liés aux cavités souterraines (hors mines) et des tassements différentiels. Afin de mieux appréhender le risque d’affaissement de terrain, un inventaire national permet de localiser les éventuelles cavités souterraines sur la commune. Le retrait-gonflement des sols argileux est susceptible d'engendrer des dommages importants aux bâtiments en cas d’alternance de périodes de sécheresse et de pluie. 66 % de la superficie communale est en aléa moyen ou fort (79,5 % au niveau départemental et 48,5 % au niveau national). Depuis le 1er octobre 2020, en application de la loi ÉLAN, différentes contraintes s'imposent aux vendeurs, maîtres d'ouvrages ou constructeurs de biens situés dans une zone classée en aléa moyen ou fort,.
La commune a été reconnue en état de catastrophe naturelle au titre des dommages causés par la sécheresse en 1989, 2005, 2016 et 2017 et par des mouvements de terrain en 1999 et 2010.

#### Risque technologique
La commune est en outre située en aval des barrages de Lavaud-Gelade et de Vassivière dans la Creuse, des ouvrages de classe A. À ce titre elle est susceptible d’être touchée par l’onde de submersion consécutive à la rupture d'un de ces ouvrages.

## Toponymie
Moulière serait une déformation de meulière. le nom fait, donc, référence à l'extraction de la pierre meulière dans la partie nord de la forêt. Chapelle n'apparait qu'à partir du XIIe siècle sous la forme Capella Moleriarum.

## Histoire
Comme le reste de la France, La Chapelle-Moulière accueille favorablement les avancées de la Révolution française. Elle plante ainsi son arbre de la liberté, symbole de la Révolution. Il devient le lieu de ralliement de toutes les fêtes et des principaux événements révolutionnaires.

## Politique et administration

### Liste des maires
| Période                                  | Période         | Identité            | Étiquette | Qualité |
| ---------------------------------------- | --------------- | ------------------- | --------- | --- |
| Les données manquantes sont à compléter. |                 |                     |           | |
| 1790                                     | 1799            | Jean Roy            |           | |
| 1799                                     | 1807            | Louis Meunier       |           | |
| 1807                                     | 1814            | Pierre Delauzon     |           | |
| 1814                                     | 1821            | Pierre Pouvreau     |           | |
| 1821                                     | 1831            | André Jallais       |           | |
| 1870                                     | 1881            | François Desmazeaux |           | |
| 1881                                     | 1884            | Sylvain Gauvin      |           | |
| 1884                                     | 1896            | Jean Brissonnet     |           | |
| 1896                                     | 1900            | Pierre Jallais      |           | |
| 1900                                     | 1916            | Jean Desmazeaux     |           | |
| 1916                                     | 1918            | Jean Ribreau        |           | |
| 1918                                     | 1929            | Louis Dubois        |           | |
| 1929                                     | 1931            | Emile Chaussebourg  |           | |
| 1931                                     | 1942            | Jules Daillet       |           | |
| 1942                                     | 25 octobre 1947 | Georges Ribreau     |           | |
| 26 octobre 1947                          | 18 mai 1965     | Émile Langlois      |           | Avoué (décédé en cours de mandat)                                                                              |
| 26 juin 1965                             | 20 mars 1977    | Christian Langlois  |           | Avocat |
| 1995                                     | mars 2001       | Robert Ferres       |           | Militaire de carrière puis surveillant général au collège du Jardin des plantes, lieutenant-colonel de réserve |
| mars 2001                                | juillet 2020    | Serge Lebond        | DVD       | Agriculteur retraité                                                                                           |
| juillet 2020                             | mars 2023       | Kévin Gomez         | EÉLV      | Avocat Démissionnaire                                                                                          |
| juin 2023                                | En cours        | Pierrick Giraux     |           | Chef d'entreprise                                                                                              |

### Instances judiciaires et administratives
La commune relève du tribunal d'instance de Poitiers, du tribunal de grande instance de Poitiers, de la cour d'appel  Poitiers, du tribunal pour enfants de Poitiers, du conseil de prud'hommes de Poitiers, du tribunal de commerce de Poitiers, du tribunal administratif de Poitiers et de la cour administrative d'appel  de  Bordeaux,  du tribunal des pensions de Poitiers, du tribunal des affaires de la Sécurité sociale de la Vienne, de la cour d’assises de la Vienne

### Services publics
Les réformes successives de La Poste ont conduit à la fermeture de nombreux bureaux de poste

## Démographie
L'évolution du nombre d'habitants est connue à travers les recensements de la population effectués dans la commune depuis 1793. Pour les communes de moins de 10 000 habitants, une enquête de recensement portant sur toute la population est réalisée tous les cinq ans, les populations de référence des années intermédiaires étant quant à elles estimées par interpolation ou extrapolation. Pour la commune, le premier recensement exhaustif entrant dans le cadre du nouveau dispositif a été réalisé en 2008.

En 2022, la commune comptait 730 habitants, en évolution de +5,19 % par rapport à 2016 (Vienne : +0,6 %, France hors Mayotte : +2,11 %).
| 1793 | 1800 | 1806 | 1821 | 1831 | 1836 | 1841 | 1846 | 1851 |
| ---- | ---- | ---- | ---- | ---- | ---- | ---- | ---- | ---- |
| 428  | 469  | 487  | 531  | 516  | 540  | 552  | 608  | 618  |

| 1856 | 1861 | 1866 | 1872 | 1876 | 1881 | 1886 | 1891 | 1896 |
| ---- | ---- | ---- | ---- | ---- | ---- | ---- | ---- | ---- |
| 628  | 663  | 580  | 592  | 600  | 629  | 617  | 556  | 553  |

| 1901 | 1906 | 1911 | 1921 | 1926 | 1931 | 1936 | 1946 | 1954 |
| ---- | ---- | ---- | ---- | ---- | ---- | ---- | ---- | ---- |
| 532  | 526  | 505  | 486  | 465  | 466  | 428  | 388  | 362  |

| 1962 | 1968 | 1975 | 1982 | 1990 | 1999 | 2006 | 2008 | 2013 |
| ---- | ---- | ---- | ---- | ---- | ---- | ---- | ---- | ---- |
| 412  | 357  | 354  | 408  | 425  | 513  | 594  | 617  | 662  |

| 2018 | 2022 | - | - | - | - | - | - | - |
| ---- | ---- | - | - | - | - | - | - | - |
| 716  | 730  | - | - | - | - | - | - | - |

En 2008, la densité de population de la commune était de 36 hab./km2, 61 hab./km2 pour le département, 68 hab./km2 pour la région Poitou-Charentes et 115 hab./km2 pour la France.

## Économie
Selon la direction Régionale de l'Alimentation, de l'Agriculture et de la Foret de Poitou-Charentes, il n'y a plus que six exploitations agricoles en 2010 contre 1douze en 2000.
Les surfaces agricoles utilisées ont paradoxalement augmenté (+11 %) sont passées de 698 hectares en 2000 à 781 hectares en 2010. Ces chiffres indiquent une concentration des terres sur un nombre plus faible d’exploitations. Cette tendance est conforme à l’évolution constatée sur tout le département de la Vienne puisque de 2000 à 2007, chaque exploitation a gagné en moyenne vingt hectares.
44 % des surfaces agricoles sont destinées à la culture des céréales (blé tendre,orges et maïs), 18 % pour les oléagineux (colza et tournesol) et 27 % pour le fourrage.

## Culture locale et patrimoine

### Lieux et monuments
- Forêt de Moulière : d'une superficie de 5 000 ha, elle est située au nord-est de Poitiers et couvre neuf communes : Bignoux, Bonneuil-Matours, Dissay, Liniers, Montamisé, Saint-Cyr, Saint-Georges-lès-Baillargeaux et Vouneuil-sur-Vienne.
- Église Sainte-Marie-Madeleine de La Chapelle-Moulière.